# Doune Castle

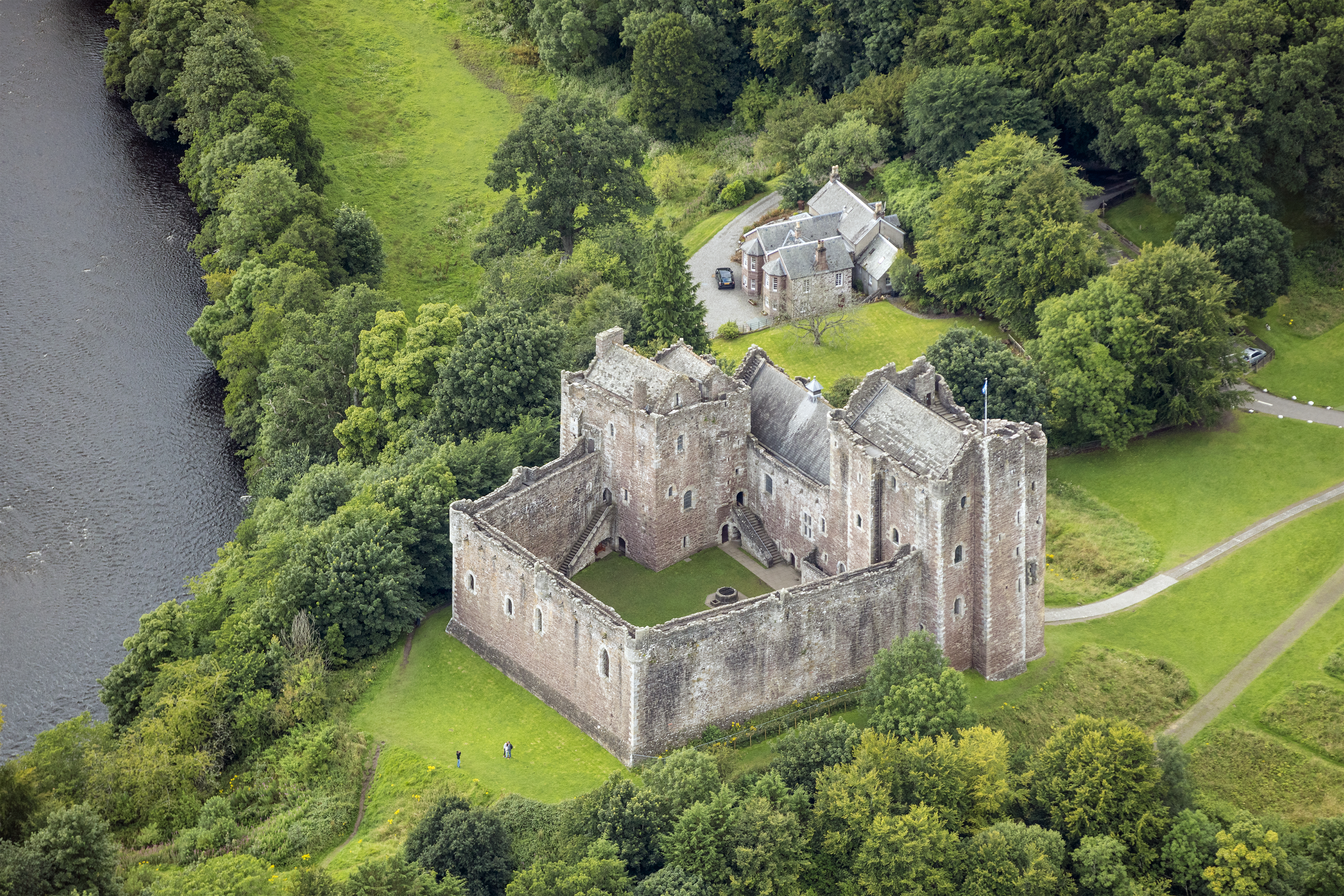
Doune Castle

Doune Castle is een laat-veertiende-eeuws kasteel nabij Doune in de Schotse regio Stirling. Het kasteel werd gebouwd door Robert Stewart, Hertog van Albany, regent van Schotland gedurende bijna twintig jaren.

## Geschiedenis
Doune Castle ligt op een hoogte waar de rivier de Teith en de Ardoch Burn samenkomen. Al in de eerste eeuw hadden de Romeinen een houten fort nabij deze plek. De naam Doune is afgeleid van dun, dat vesting, versterking betekent. Waarschijnlijk stond er voor het huidige kasteel een vroeger kasteel.
In de late veertiende eeuw bouwde Stewart namens zijn ziekelijke broer Robert III van Schotland, Doune Castle. De vroegste referenties in documenten dateren uit 1381.
In 1406 stierf Robert III en werd de graaf van Albany regent voor diens minderjarige opvolger Jacobus I van Schotland. In 1420 stierf Robert Stewart en erfde zijn zoon Murdoch het kasteel en volgde hem op als regent. Jacobus I vertrouwde hem echter niet; hij veroordeelde hem in 1424 toen hij terugkwam uit Engelse gevangenschap voor verraad en liet hem onthoofden. Doune Castle werd koninklijk bezit. Het kasteel werd voornamelijk gebruikt voor jachtexpedities. Tussen 1434 en 1468 beheerden de Morays het kasteel, daarna de Edmonstouns, gevolgd door de Stewarts vanaf 1527. Het kasteel werd redelijk onderhouden, pas in 1581 liet Jacobus VI van Schotland Doune Castle groots herstellen en verder versieren met torentjes aan de ringmuur.

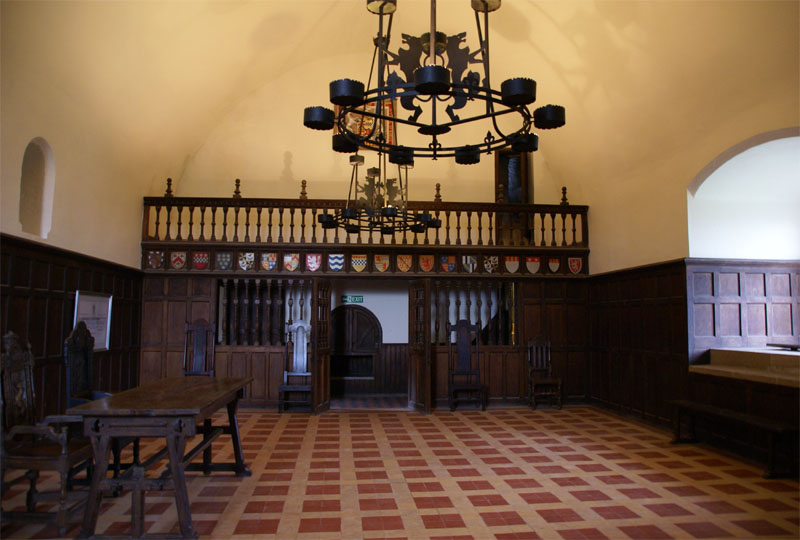
Doune Castle, great hall

In 1567 werd de beheerder van Doune Castle, Sir James Stewart of Beath, opgedragen het kasteel terug over te dragen aan de kroon, omdat hij betrokken was bij de moord op David Riccio, de favoriet van Maria I van Schotland, in 1565 en hij Maria I steunde na haar aftreden in 1567. Hij weigerde en een leger onder leiding van regent de graaf van Lennox belegerde Doune Castle. Na drie dagen gaf Stewart zich over, op voorwaarde dat het kasteel niet vernietigd werd.
Vanaf 1560 werd het Doune Castle geregeld gebruikt als gevangenis. Sir James Stewart werd uiteindelijk weer benoemd tot beheerder in 1570 tot Lord Doune. Hij huwde Elizabeth Stewart, dochter en erfgename van de graaf van Moray. Zijn erfgenamen werden graven van Moray en het kasteel bleef in hun bezit.
Tijdens de Jacobitische opstand van 1745 hield McGregor of Glengyle met een garnizoen van 25 man het kasteel voor prins Bonnie Prince Charlie.
Hierna raakte het kasteel in onbruik en pas in 1883 liet de veertiende graaf van Moray Doune Castle herstellen door de architect Andrew Kerr. In 1970 werd Doune Castle in staatsbeheer gegeven.

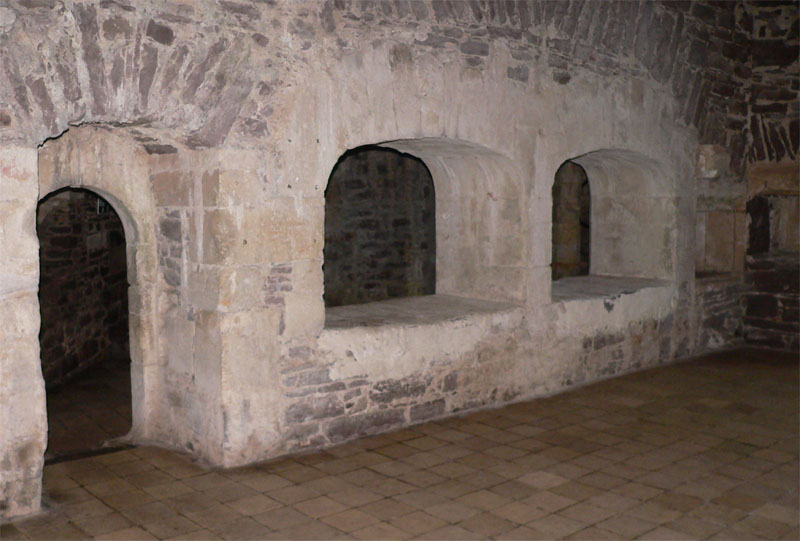
Doune Castle: doorgeefluiken in de keuken

## Bouw
Doune Castle werd gepland en gebouwd in één enkele fase. Het originele plan was nog niet verwezenlijkt toen de hertog van Albany stierf. Het kasteel werd gebouwd met twee soorten zandsteen.
De ingang van het kasteel, gelegen aan de noordzijde, leidt door de Gatehouse Tower, die dertig meter hoog is en bestaat uit vier verdiepingen met woonruimtes voor de heer en vrouwe van het kasteel. Aansluitend aan de westzijde ligt de great hall.
Aan de westmuur bevindt zich de kitchen tower (keukentoren). De stenen gebruikt in de fundamenten van deze toren verschillen van de steensoorten gebruikt in de rest van het kasteel; wellicht zijn dit onderdelen van een ouder kasteel.

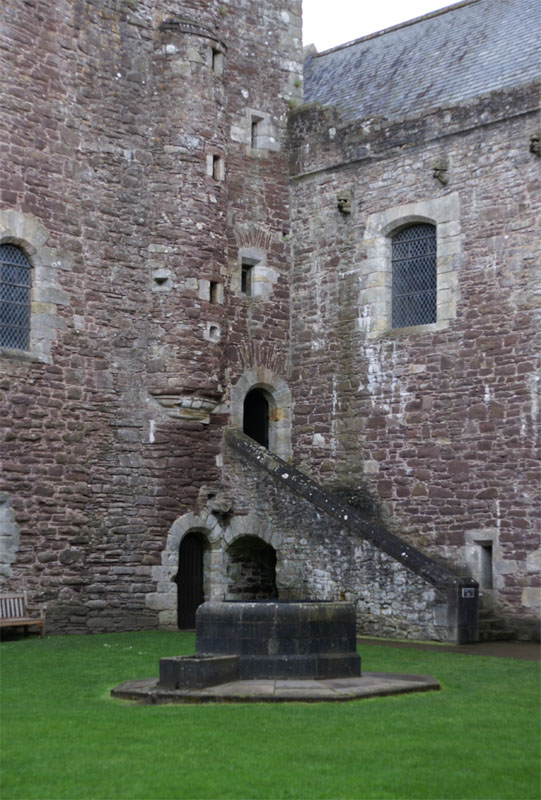
Doune Castle: put op de binnenplaats

## Monty Python and the Holy Grail
In 1974 werden er opnames gemaakt voor de film Monty Python and the Holy Grail in Doune Castle. De producenten kregen in eerste instantie toestemming van de National Trust of Scotland om in verscheidene van hun kastelen te filmen. Daarnaast kregen ze toestemming van de eigenaar van Doune Castle. De National Trust of Scotland trok echter op het laatste moment hun toestemming in. De filmmakers hadden nauwelijks tijd om alternatieve locaties te vinden en besloten Doune Castle voor verschillende scènes te gebruiken:
- Aan het begin van de film komen koning Arthur en Patsy naar de oostmuur van Doune Castle om mannen te werven en hebben een discussie met een soldaat op de muur over hoe de koning aan kokosnoten is gekomen in een gematigde zone.
- In een droom zien ze even later de ridders van de Ronde Tafel zingen en dansen in de great hall van Doune Castle, voorstellende het kasteel van Camelot.
- In kasteel Antrax wordt Sir Galahad verleid in de keuken van Doune Castle.
- Een afgesproken huwelijk in een kamer van Doune Castle voorstellende Swamp Castle wordt verstoord door de komst van Sir Lancelot, die gasten en wachters aanvalt terwijl hij zich een weg baant door het feestgedruis op de binnenplaats van Doune Castle en de trap neemt.

## Outlander en overig
Ook afleveringen van het eerste seizoen (2014-) van de serie Outlander zijn in Doune Castle gefilmd. Castle Leoch is de thuishaven van de broers Colum en Douglas en hun clan MacKenzie leven in en rond het kasteel. Claire wordt daar gebracht nadat ze door Murtagh gered is van de redcoats. Buiten op de binnenplaats is gefilmd op locatie. 
Ook zijn er opnames gemaakt voor onder meer Game of Thrones (2011-2019), Outlaw King (2018), Ivanhoe (1997) en The Bruce (1996).

## Beheer
Doune Castle wordt sinds 1970 beheerd door Historic Environment Scotland, net als het nabijgelegen Castle Campbell en Inchmahome Priory.